# Monteforte d'Alpone
Monteforte d'Alpone is een gemeente in de Italiaanse provincie Verona (regio Veneto) en telt 7597 inwoners (31-12-2004). De oppervlakte bedraagt 20,4 km², de bevolkingsdichtheid is 372 inwoners per km².
De volgende frazioni maken deel uit van de gemeente: Brognoligo e Costalunga.

## Demografie
Monteforte d'Alpone telt ongeveer 2849 huishoudens. Het aantal inwoners steeg in de periode 1991-2001 met 6,3% volgens cijfers uit de tienjaarlijkse volkstellingen van ISTAT.
| Jaar | Inwoneraantal |
| ---- | ------------- |
| 1991 | 6646          |
| 2001 | 7065          |

## Geografie
De gemeente ligt op ongeveer 38 m boven zeeniveau.
Monteforte d'Alpone grenst aan de volgende gemeenten: Gambellara (VI), Montecchia di Crosara, San Bonifacio, Soave.

## Sport
Monteforte d'Alpone was op 7 juli 1999 start- en finishplaats van de achtste etappe van de Giro Donne. De rit over 109.7 kilometer werd gewonnen door de Russische Goulnara Ivanova.